# Elodina invisibilis
Elodina invisibilis is een vlindersoort uit de familie van de Pieridae (witjes), onderfamilie Pierinae.
Elodina invisibilis werd in 1910 beschreven door Fruhstorfer.